# Top R&B/Hip-Hop Albums

Logo du classement.

Le top R&B/Hip-Hop albums est un classement publié depuis le 30 janvier 1965 par le magazine Billboard qui classe les albums de RnB et de hip-hop à partir des ventes comptabilisées par Nielsen Soundscan. Il a régulièrement changé de nom pour rester en lien avec l'actualité : 
« Hot R&B LPs » à sa création, il est devenu le « Soul LPs » dans les années 1970, le « Top Black Albums » dans les années 1980, puis le « Top R&B Albums » entre 1990 et 1999.
Le Billboard top R&B/Hip-Hop albums liste les albums de quiet storm, urban, soul, RnB, new jack swing, hip-hop et parfois ceux des artistes de house.